# Alison Pierre Moreira e Silva
Alison Pierre Moreira e Silva (Campos Frio, Brazília, 1988. június 1.– ) brazil labdarúgó.

## Pályafutása
2009 februárjában Ukrajnából szerződött Magyarországra, a Fehérvár csapatához. Új csapatában 2009. április 11-én debütált, egy Budapest Honvéd ellen 2–0-ra elveszített mérkőzésen. Május 13-án a székesfehérvári csapat megnyerte a Pécsi MFC ellen a ligakupát. Alisont a 60. percben cserélték be és kilenc perccel később gólt szerzett a 3–1-re végződő döntőn. A következő szezonban, novemberben, kikerült a Videoton keretéből, magatartási problémák miatt. Ezek után már nem számítottak az első csapatnál a játékára, ezért 2010 nyarán távozott a csapattól. A másodosztályban tizennégy mérkőzésen két gólt ért el.
2011. nyarán a Ferencvárosnál szerepelt próbajátékon, melynek végén a klub szerződést ajánlott neki, amit Alison elfogadott. Új csapatában július 17-én debütált, a Kaposvári Rákóczi ellen. A 67. percben csereként lépett pályára, a mérkőzés végeredménye 2–2 lett.
2011. szeptember 8-án szerződést bontottak, mert Silva "sportszerűtlenül, a Ferencvárosi Torna Club szellemiségéhez méltatlan módon viselkedett a pályán".

## Statisztikái
Az alábbi táblázatban csak a magyarországi statisztikák szerepelnek.
| Szezon  | Csapat      | Bajnokság | Bajnokság | Kupa  | Kupa | Ligakupa | Ligakupa | UEFA  | UEFA |
| Szezon  | Csapat      | Mérk.     | Gól       | Mérk. | Gól  | Mérk.    | Gól      | Mérk. | Gól  |
| ------- | ----------- | --------- | --------- | ----- | ---- | -------- | -------- | ----- | ---- |
| 2008–09 | Fehérvár    | 5         | 2         | –     | –    | 2        | 1        | –     | –    |
| 2009–10 | Videoton    | 5         | 0         | 2     | 1    | 6        | 2        | –     | –    |
| 2009–10 | Videoton II | 14        | 2         | –     | –    | –        | –        | –     | –    |
| 2011–12 | Ferencváros | 1         | 0         | –     | –    | –        | –        | –     | –    |